# Isole Wessel
Le Isole Wessel sono un gruppo di 35 isole situate nel mar degli Alfuri, all'estremità nord-est della Terra di Arnhem nel Territorio del Nord, in Australia. Le isole delimitano a nord-ovest il golfo di Carpentaria. Fanno parte della contea di East Arnhem. Sono terreni di proprietà aborigena gestiti dal Arnhem Land Aboriginal Land Trust.

## Geografia
Le isole Wessel, che hanno una superficie complessiva di 371 km², si estendono per 120 km all'estremità nord-est della Terra di Arnhem lungo una linea che si diparte dalla penisola Napier e dalla baia di Buckingham. Sono le isole Wessel propriamente dette di cui la maggiore è Marchinbar Island:
- Isola Alger, alta 42 m[4] (11°52′43″S 135°57′14″E)
- Isole Cunningham, un sottogruppo a sud-ovest di Raragala di cui fanno parte:
  - Isola Bumaga (o Sumaga[4]), alta 24 m[4] (11°45′10″S 136°05′17″E)
  - Isola Jirrgari, alta 33 m[4] (11°42′21″S 136°08′27″E)
  - Isola Warnawi, alta 18 m[4] (11°47′48″S 136°02′23″E)
- Isola Raragala, ha una superficie di 89,3 km²[5] e un'altezza di 42 m[4] (11°36′51″S 136°15′57″E)
- Isola Djeergaree, accostata a nord-ovest di Raragala (11°37′33″S 136°12′03″E)
- Isola Guluwuru, a sud-ovest di Marchinbar, da cui la separa il Cumberland Strait che è largo 1,6 km. L'isola ha una superficie di 41,2 km²[6] e un'altezza di 99 m[4] (11°00′46″S 136°44′56″E)
- Isola Marchinbar, la maggiore del gruppo
- Isola Rimbija, la più settentrionale, a nord di Marchinbar, da cui dista solo 400 m nel punto più stretto del canale che le separa. Il punto più a nord dell'isola è chiamato Capo Wessel[2] (11°00′46″S 136°44′56″E).

Un'altra fila di isole si trova al largo della penisola Napier: l'Gruppo dell'Isola Elcho, definite anche Islands off the Napier Peninsula; alcune fonti le associano alle Wessel. Le isole si dipartono parallele alla penisola di Napier in direzione nord-est e sono divise dalle Wessel dallo Stretto di Brown:
- Isola Howard, lunga 39 km e larga 10 km, ha un'area di 280,3 km²[10]. Si trova accostata al continente divisa solo da uno stretto canale (12°08′27″S 135°24′04″E)
- Isola Elcho, la maggiore di questo gruppo
- Isola Abbott, piccolo isolotto a sud-ovest di Echo island (12°01′14″S 135°30′20″E)
- Isola Graham, alta 29 m[4], tra Drysdale e Elcho (11°45′03″S 135°57′09″E)
- Isola Drysdale, lunga 12,4 km e larga 6,4 km, ha una superficie di 49,5 km²[11] e un'altezza di 43 m[4] (11°41′S 136°00′E)
- Isola Yargara, alta 30 m[4], a nord-est di Drysdale (11°38′18″S 136°03′40″E)
- Isola Burgunngura, alta 21 m[4], si trova a nord-est di Drysdale (11°35′30″S 136°04′59″E)
- Isola Stevens, alta 30 m[4], situata a nord-est di Drysdale (11°33′18″S 136°06′49″E).

A sud delle isole Wessel, al di là della Baia Buckingham, si trova il gruppo delle The English Company's Islands.

## Storia
Le isole Wessel sono le terre del popolo  Yan-nhaŋu.
Le isole furono mappate e nominate nel 1636 da una spedizione olandese che salpò dalle isole Banda per esplorare le coste della Nuova Guinea e delle terre del sud in seguito alle scoperte fatte nel 1623 da Jan Carstensz. La spedizione salpò su due imbarcazioni, la Cleen Amsterdam e la Wesel e chiamò le isole Wesel's Eylandt. Matthew Flinders, 170 anni dopo,  decise di mantenere il nome delle isole, anche se lo modificò in Wessel.